# Polydesmus subscabratus
Polydesmus subscabratus är en mångfotingart som beskrevs av Robert Latzel 1884. Polydesmus subscabratus ingår i släktet Polydesmus och familjen plattdubbelfotingar.

## Underarter
Arten delas in i följande underarter:
- P. s. bifidus
- P. s. renschi
- P. s. spelaeorum